# Seznam programovacích jazyků
Cílem tohoto seznamu programovacích jazyků je vytvořit přehled všech významných existujících programovacích jazyků, a to jak jazyků běžně používaných tak historických, a to v abecedním pořadí. V seznamu chybí dialekty základních jazyků, ezoterické jazyky a některé značkovací/skriptovací jazyky.

## 2
- 2.PAK
- 20-GATE

## 3
- 3APL

## 4
- 473L Query

## 5
- 51forth

## A
- A+
- A++
- ABAP
- ABC
- ABC ALGOL
- ABLE
- ACS
- ActionScript
- Ada
- ALGO
- ALGOL
- AMOS BASIC
- AMPL
- APL
- AppleScript
- Assembler
- AtariBASIC
- AutoIt
- AutoLISP
- AWK (awk, gawk, mawk, nawk)

## B
- B
- Baltazar
- Baltík
- BASIC
  - Visual Basic
  - Altair BASIC
- bc
- Bistro
- Bourne shell (sh)
- Bourne-Again shell (bash)
- Business Process Execution Language (BPEL)
- Brainfuck
- BUGSYS

## C
- C
- C--
- C++
- C#
- Caché Basic
- Caché ObjectScript
- Ceylon
- CG
- CLIPS
- Clojure
- ColdFusion
- COBOL
- CobolScript
- CoffeeScript
- Component Pascal
- Common Intermediate Language (CIL)
- Common Lisp
- COWSEL
- Crystal
- C shell (csh)

## D
- D
- Dart
- dBASE
- Delphi
- Dialog Manager
- DIBOL
- Dylan

## E
- ECMAScript
- Eiffel
- Elf
- Elm
- Emacs Lisp
- Erlang
- Euphoria

## F
- F#
- FALSE
- Fantom
- Felix
- Forth (programovací jazyk)
- Fortran
- FoxPro
- FuzzyCLIPS

## G
- Genie
- GT/M
- G (LabVIEW)
- Gclisp
- GML (Game Maker Language)
- GNU++
- Go
- Groovy

## H
- HAL/S
- Handyscript
- HAScript
- Haskell
- Haxe
- Heron
- HQ9+

## I
- IDL
- IMP
- Interface (IDL)
- Inform
- Information Processing Language (IPL)
- Intercal
- Io

## J
- J
- J#
- JADE
- Java
- JavaScript
- JCL
- JOSS
- JSA
- Julia

## K
- Karel
- Kotlin

## L
- LaTeX
- Lisp
- Logo
- LotusScript
- LPC
- Lua

## M
- MATLAB
- Mathematica
- Mercury
- METAL
- Modula
- Modula-2
- Modula-3
- MSIL

## N
- Nemerle
- Nothing

## O
- Oberon
- Objective-C
- Object Pascal
- OCaml
- Ook!
- OpenSCAD

## P
- Pascal
  - Free Pascal
  - Object Pascal (Delphi)
  - Turbo Pascal
- PEARL
- Perl
- Perl 6
- Petr
- PHP
- PL-11
- PL/SQL
- PL/B
- PL/C
- PL/I
- PL/0
- PL/M
- PostScript
- PowerBASIC
- Powerbuilder
- Prolog
  - Turbo Prolog
- Python

## Q
- Q
- QBasic

## R
- R
- Raku
- Rebol
- REXX
- RPG
- Ruby
- Rust

## S
- SAS
- Scala
- Scratch
- SDL
- Seed7
- Scheme
- Simula 67
- Small
- Smalltalk
  - Pharo
  - Squeak
- SML
- Snap!
- SQL
- STOS BASIC
- Swift

## T
- T
- Tcl
- TeX
- T-SQL
- TypeScript

## U
- UnrealScript

## V
- Vala
- Visual Basic for Applications
- VBScript
- Visual Basic
- Visual DataFlex
- Visual DialogScript
- Visual FoxPro
- Visual Objects

## W
- Water
- Whitespace
- Wolfram Language

## X
- XOTcl
- XSLT

## Y
- YAFL

## Z
- ZZT-oop
- ZOPL